# Museo Arqueológico de Burdur
El Museo Arqueológico de Burdur (en turco Burdur Arkeoloji Müzesi) es uno de los museos arqueológicos de Turquía. Está ubicado en la ciudad de Burdur, situada en la provincia de su mismo nombre. Este museo fue inaugurado en 1969 y tras una remodelación que tuvo lugar a partir de 2001 fue reinaugurado en 2006. Junto al edificio principal también se encuentra un jardín donde se hallan expuestas algunas de las piezas y una biblioteca que está ubicada en un edificio histórico cuya arquitectura sirvió de inspiración para la construcción del edificio principal.

## Colecciones
Las piezas más antiguas pertenecen al Neolítico y la Edad del Bronce. Es muy destacada la cerámica del yacimiento neolítico de Hacilar, decorada con formas geométricas y figuras de animales. Otras piezas pertenecen al yacimiento de Kuruçay y tienen muchas simililudes con las de Hacilar.
Otra parte importante de la exposición la ocupan los hallazgos de las antiguas ciudades de Cremna, Cibira y Sagalaso, principalmente de la época romana. Entre las piezas más destacadas pueden encontrarse un friso de bailarinas, un reloj de sol, las estatuas de los emperadores Adriano y Marco Aurelio, y otras estatuas de personajes mitológicos procedentes de la antigua Sagalaso. De la antigua Cibira destacan frisos decorados con gladiadores o con escenas de caza. De Cremna proceden una serie de estatuas de personajes de la mitología.
|                     |
| Un sector del museo |

|                                                         |
| Estatua de Dioniso y un sátiro, de la antigua Sagalaso. |

|                                                           |
| Escenas de gladiadores procedentes de un friso de Cibira. |

|                                                  |
| Friso de las bailarinas, de la antigua Sagalaso. |